# ウムト・メラシュ
ウムト・メラシュ（Umut Meraş 、1995年12月20日 - ）は、トルコ・イスタンブール出身の同国代表プロサッカー選手。ベシクタシュJK所属。ポジションはDF。

## 経歴

### クラブ
ボルスポルの下部組織を経て、2014-15シーズンにトップチームに昇格。2014年10月19日のアルトゥノルドゥFK戦でトップチームデビューを果たした。
2018年8月31日、ブルサスポルに移籍。
2019年8月、リーグ・ドゥのル・アーヴルACに4年契約で移籍。
2021年8月、ベシクタシュJKに移籍した。

### 代表
2019年5月30日、ギリシャ代表との親善試合でトルコ代表デビュー。